# NGC 5271
NGC 5271 este o liner situată în constelația Câinii de Vânătoare. A fost descoperită în 22 mai 1881 de către Édouard Stephan⁠(d).